# Беюсов, Мунир Ахметович
Мунир-хазрат Беюсов (тат. Мөнир-хазрәт Бәюсов) — российский мусульманский религиозный деятель, председатель Совета улемов Нижегородской области, имам-хатыб Нижегородской соборной мечети, специализирующийся на создании и публикации в сети Интернет проповедей, целевой аудиторией которых является главным образом современная мусульманская молодёжь.

## Биография
Этнический татарин. Родился 10 апреля 1981 года в столице Эстонии г. Таллине. Внук Ахмета Юсиповича Беюсова (род. 1931), татарского поэта-самоучки, автора книг «Иман кайта» («Вера возвращается», 2003) и «Гомер узмаган әрәм» («Жизнь моя прошла не зря», 2009), лауреата литературной премии им. Хади Такташа (1992), премии компании «Барсмедиа» (2002), обладателя официальной благодарности ДУМНО «за развитие мусульманской культуры, сохранение традиций и обычаев, а также за популяризацию духовных ценностей и устоев Ислама».
В 1998 году прошел обучение в Московском Исламском духовном колледже при ДУМЕР. Обучался в Международном Исламском Университете и окончил Институт арабского языка в городе Медина (Саудовская Аравия).

## Духовная деятельность
- С 2007 по 2009 г. — имам-хатыб Нижегородской соборной мечети.
- В 2007—2010 гг. — преподаватель Нижегородского исламского медресе «Махинур» и мектебе «Ихсан» г. Нижнего Новгорода.
- В 2008—2009 гг. — имам-мухтасиб Нижегородского мухтасибата.
- В 2008—2010 гг. — член Общественного совета при ГУВД Нижегородской области
- В 2008—2010 гг. — советник начальника ГУВД по Нижегородской области.
- В 2008—2010 гг. — член Совета улемов ДУМНО.
- В 2009—2010 гг. — имам-мухтасиб и член Президиума ДУМНО.
- В 2009—2010 гг. — главный имам-хатыб мечети им. муфтия Абдулвахида Сулеймани г. Нижнего Новгорода
- В 2009—2010 гг. — руководитель отдела по работе с силовыми структурами ДУМНО.
- В 2010 г. — секретарь Совета улемов ДУМНО.
- С 2010 г. — имам-мухтасиб г. Санкт-Петербурга и Ленинградской области.
- С начала 2011 года ведёт работу по созданию специализированного сайта мусульманских проповедей.
- В 2015 г. переведён на постоянную работу в г. Нижний Новгород в качестве имам-хатыба Нижегородской соборной мечети[2].
- В 2016 г. — единогласным решением Пленума ДУМНО избран на пост председателя Совета улемов Нижегородской области[3].
- 2016 г. — главный имам-хатыб мечети «Тауба» г. Нижнего Новгорода[4].
- С 2020 г. — полномочный представитель муфтия шейха Равиль-хазрата Гайнутдина в Приволжском Федеральном округе[5].

В годы своей работы на посту руководителя отдела по работе с силовыми структурами ДУМНО способствовал открытию мусульманских молельных комнат и мечетей на территории исправительных учреждений Нижегородской области и продолжает эту деятельность и в настоящее время. Выступал с лекциями для заключенных-мусульман.
С 2010 г., находясь в должности имама-мухтасиба г.Санкт-Петербурга и Ленинградской области вел активную работу по консолидации религиозных общин этнических мусульман северной столицы.
Автор трёх книг «Проповеди пятничного дня» для верующих-мусульман и начинающих проповедников (имам-хатыбов).
Состоит в общественной организации «Форум традиционных религий Санкт-Петербурга и Ленинградской области».

### Проповеди
- на татарском языке:

Проповедь о наступлении месяца Рамадана
- на русском языке:

1. «О роли мечетей в Исламе»[14]
2. «Наилучшим джихадом является безупречный хадж»>[15]
3. «Твердыня семьи»[16]
4. «Молитва как лучший метод воспитания личности»[17]
5. «Зикр — средство для оживления мертвых сердец!»[18]
6. «В Исламе нет места тайному бракосочетанию!»[19]

### Статьи
1. «Письма из-за колючей проволоки»[20]
2. «Тюрьмы и места лишения свободы в Исламе, часть 1»[21]
3. «Тюрьмы и места лишения свободы в Исламе, часть 2»[22]
4. «Почему Саид Нурси?»[23]

### Интервью
1. «Избрание мною пути духовного служения — заслуга моих предков»[24]
2. «Нужно спасти нашу молодежь от радикализации»[25]

## Труды
Автор нескольких книг на русском и татарском языках:
- Беюсов М. А. Проповеди пятничного дня. Книга I. — М.: ИД «Медина», 2012. — 286 с. — ISBN 978-5-9756-0086-8.
- Беюсов М. А. Проповеди пятничного дня. Книга II. — М.: ИД «Медина», 2014. — 412 с. — ISBN 978-5-9756-0086-8.
- Беюсов М. А. Проповеди пятничного дня. Книга III: в 2 ч. Часть I. — М.: ИД «Медина», 2018. — 352 с. — ISBN 978-5-9756-0134-6.
- Беюсов М. А. Проповеди пятничного дня. Книга III: в 2 ч. Часть II. — М.: ИД «Медина», 2018. — 236 с. — ISBN 978-5-9756-0152-0.
- Сенюткина О. Н., Беюсов М. А. Из истории нижегородского татарского селения Андреевка-Метравыл. — Н.Новгород: ИД «Медина», 2017. — 216 с. — ISBN 978-5-9756-0146-9.
- Беюсов М. А. Җомга вәгазьләре. Сборник проповедей на татарском языке. — М.: ИД «Медина», 2018. — 372 с. — ISBN 978-5-9756-0170-4.

## Награды
- Медаль Духовного управления мусульман Российской Федерации «За духовное единение» (2015) — за плодотворный труд в сане имам-мухтасиба в г. Санкт-Петербурге[26]
- Медаль Главного управления Федеральной службы исполнения наказаний по Нижегородской области «140 лет Уголовно-исполнительной системе России» (2019)[27]